# Il figlio di Lassie
Il figlio di Lassie (Son of Lassie) è un film del 1945 diretto da Sylvan Simon.

## Trama
Durante la seconda guerra mondiale, nello Yorkshire, l'esercito britannico ha istituito un campo di addestramento per cani da guerra nella tenuta del duca di Rudling. Il campo è posto sotto la supervisione di Sam Carraclough, che inizia immediatamente la selezione dei migliori cani da arruolare, e tra questi vi è Laddie, il cucciolo del collie campione, Lassie. Joe Carraclough, figlio di Sam e ormai adulto, si arruola nella Royal Air Force e, in partenza per l'accademia, deve lasciarsi alle spalle Lassie e lo stesso Laddie.
Ma Laddie, considerato ormai un "cane di guerra", segue Joe nel suo addestramento e, poi, anche in una pericolosa missione di bombardamento sulla Norvegia occupata dai nazisti, a bordo dell'aereo del suo padrone. Il bombardiere viene, però, abbattuto dalla contraerea nemica e i due sono costretti a paracadutarsi per salvarsi.
Joe rimane è ferito e Laddie si mette in cerca d'aiuto per il suo padrone. Mentre sono separati, Joe viene catturato e il cane è inseguito dai soldati nemici, ma dapprima alcuni bambini e poi un partigiano norvegese lo aiutano, nascondendolo. Laddie riesce a raggiungere il campo di prigionia in cui era stato portato il suo padrone ma non lo trova poiché, nel frattempo, Joe è fuggito.
I soldati tedeschi, allora, provano ad usare Laddie per farsi condurre dal suo padrone che si è nascosto in una postazione costiera di artiglieria ed è qui che Laddie, sfuggito ai nazisti, lo trova. I due riusciranno a salvarsi raggiungendo le linee amiche, benché inseguiti dai tedeschi.
Finalmente liberi, sia Joe che Laddie fanno ritorno alla tenuta Rudling dove troveranno ad attenderli Lassie, Sam Carraclough, il padre di Joe e Priscilla, la nipote del duca.